# Paar beim Spaziergang
Paar beim Spaziergang, auch Ansteigender Weg (französisch Chemin montant), ist ein 1881 entstandenes Gemälde des französischen Malers Gustave Caillebotte. Das in Öl auf Leinwand gemalte Bild hat eine Höhe von 100,2 cm und eine Breite von 125,3 cm. Zu sehen sind ein Mann und eine Frau in Rückansicht beim gemeinsamen Flanieren in ländlicher Umgebung. Caillebotte malte das Bild im Stil des Impressionismus während seines Ferienaufenthaltes in Badeort Trouville in der Normandie. Das Gemälde gehört zur Sammlung Hasso Plattner, die seit 2020 als Dauerleihgabe im Museum Barberini in Potsdam gezeigt wird.

## Bildbeschreibung
Das Gemälde zeigt zwei Personen von hinten beim gemeinsamen Spaziergang in einer Landschaft. In der Bildmitte ist die Ganzfigur eines hochgewachsenen Mannes dargestellt, der mit einer dunklen graublauen Hose und einer etwas helleren beigeblauen Jacke bekleidet ist. Auf dem Kopf trägt er einen sommerlichen Strohhut, wie er um 1880 bei Bootssportlern beliebt war. An seiner rechten Seite begleitet ihn eine Frau in einem mit weißen Streifen abgesetzten dunkelblauen Promenadenkleid. Zur Zeit der Entstehung des Gemäldes entsprach das Kleid mit der bauschige Drapierung der Gesäßpartie und den in Falten gelegten Saumvolant der aktuellen Pariser Mode. Der Kopf der Frau wird verdeckt von einem aufgespannten und über die Schulter gelegten scharlachroten Sonnenschirm. Auf der Stoffoberfläche des Schirms sind helle graublaue Flecken zu sehen, die Schattenpartien andeuten könnten. Durch die Beinstellung des Mannes mit dem etwas nachgezogenen rechten Fuß unterstreicht Caillebotte die Bewegung beim Spazierengehen. Die Personen halten etwas Abstand zueinander und berühren sich nicht. Sie gehen auf einem unbefestigten sandigen Weg, der vom unteren Bildrand zu einem entfernten Waldstück in der Bildmitte führt. Der Originaltitel des Gemäldes Chemin montant weist auf einen ansteigenden Weg hin. Neben dem Weg finden sich zu beiden Seiten Bereiche aus grünen und grüngelben Gräsern. Weitere Vegetation in Form von Büschen und Bäumen reicht vom rechten Bildrand ins Gemälde. Die Kleidung der Personen und das üppige Pflanzenwerk lassen auf den Sommer als Jahreszeit schließen. Links steht ein Wohnhaus mit roten und weißen Fassadenelementen. Die davorliegende Grundstücksgrenze wird von einer dichten Bepflanzung über einer hellen Sockelmauer markiert. Vor dem Haus ragen in der Mitte zwei aus Ziegelsteinen gemauerte Pfeiler empor, die mit einem Verbindungsbogen das Gartenportal bilden. Zwischen den Pfeilern befindet sich eine halbhohe Grundstückstür.
Das in seiner Malweise mit kurzen Pinselstrichen im Stil des Impressionismus spontan wirkende Bild, weist einen durchdachten Bildaufbau mit klassischer Zentralperspektive auf. Die diagonale Linienführung entlang der Grundstücksgrenze links und eine gespiegelte Linie entlang der Baum- und Buschzone rechts ergeben in ihrer gedachten Verlängerung ein Dreieckskomposition mit einer Spitze in der Mitte oberhalb der Köpfe des Paares. Daraus ergibt sich eine vertikale Aufteilung in die drei Bereiche des Hauses links, das Paar auf dem Weg in der Mitte und rechts die Zone aus Bäumen und Büschen. Die Tiefenstaffelung wird betont durch die unterschiedliche Höhe des seitlichen Pflanzenwerks, das im Vordergrund niedriger und in mittlerer Entfernung höher gewachsen ist. Zudem gliedert sich der mittlere Bildteil horizontal in unterschiedlich helle Abschnitte: Am unteren Bildrand liegt der Fußbereich des Paares in einer Schattenzone, die von einer unbekannten hohen Vegetation außerhalb des rechten Bildrandes erzeugt wird. Darüber erhellt Sonnenschein einen breiten Streifen des Weges und der Grasfläche. Auch das Gartentor und die Fassade des Hauses wird hier vom Sonnenlicht erstrahlt. Weiter oben im Bild schlängelt sich der Weg durch einen dunkleren Wiesenbereich. Daran schließt sich ein schmaler heller Grünstreifen an, der vor dem Waldrand eine abschließende Linie bildet. Über dem dichtbelaubten Waldstreifen zeigt sich der hellblaue Himmel, in dem wenige weiße Wolken erkennbar sind. Diese horizontalen Schichtungen stehen den Vertikalen der Architektur des Hauses und des Gartentores, der aufrechten Körper, des nach oben verlaufenden Weges und der emporragenden Baumstämme entgegen. Farblich korrespondieren der rote Schirm mit der Fassade des Hauses, das Blau des Kleides mit dem Himmel und die hellen Töne des Weges mit der Sockelmauer und den Fassadenelementen. Inhaltlich stehen sich das Leben in der Stadt – verdeutlicht durch das elegante Kleid der Frau – und das Landleben – vertreten durch die Freizeitkleidung des Mannes – gegenüber. Gegensätze finden sich zudem durch die Darstellung der Villa als Zeichen der Zivilisation auf der linken Seite und die durch üppige Vegetation gekennzeichnete wilde Natur in der rechten Bildhälfte. Das Gemälde ist unten links mit „G Caillebotte 1881“ signiert und datiert.

## Hintergründe zur Entstehung des Gemäldes

### Wiederentdeckung des Gemäldes nach mehr als 100 Jahren

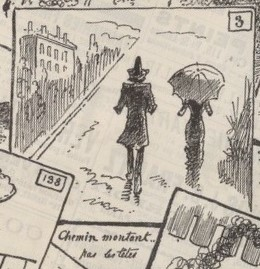
Draner: Chemin montant .. par les tête, 1882

Caillebotte stellte das Gemälde Paar beim Spaziergang zusammen mit weiteren seiner Werke im März 1882 in der siebten Gruppenausstellung der Impressionisten in Paris aus. Danach war das Bild mehr als 100 Jahre öffentlich nicht zu sehen und es gab keine bekannte Fotografie des Gemäldes. Sowohl das genaue Aussehen wie auch das Entstehungsjahr und der Entstehungsort waren in dieser Zeit unbekannt. Marie Berhaut nutze in ihrem 1994 erschienenen Caillebotte-Werkverzeichnis zur Illustration des Gemäldes eine Karikatur von Draner. Er hatte anlässlich der Ausstellung 1882 zu diesem Gemälde eine kleine Skizze angefertigt und mit dem Spruch „Chemin montant .. par les tête“ (wörtlich: Weg aufsteigend .. nicht die Köpfe) versehen. Obwohl es sich bei der Karikatur um eine einfache und überspitze Darstellung handelt, sind doch wesentliche Kompositionselemente des Gemäldes erkennbar. Zudem war das Gemälde durch schriftliche Erwähnungen in der Presse überliefert. Beispielsweise hob der Kritiker Paul de Charry in Le Pays die natürliche und sonnendurchflutete Darstellung hervor. Detailreicher beschrieb H. Robert das Gemälde in La Petite Presse. Er lobte das Licht eines heißen Augustnachmittages auf dem grünen Weg, der Fassade, dem Laub der Bäume und auf dem Paar. Die Zeichnung von Draner und die Beschreibungen der Kunstkritiker reichten jedoch nicht aus, das Gemälde exakt zeitlich und örtlich einzuordnen. Berhaut siedelte das Gemälde vage zwischen Werken mit Pariser Motiven von 1880 an.

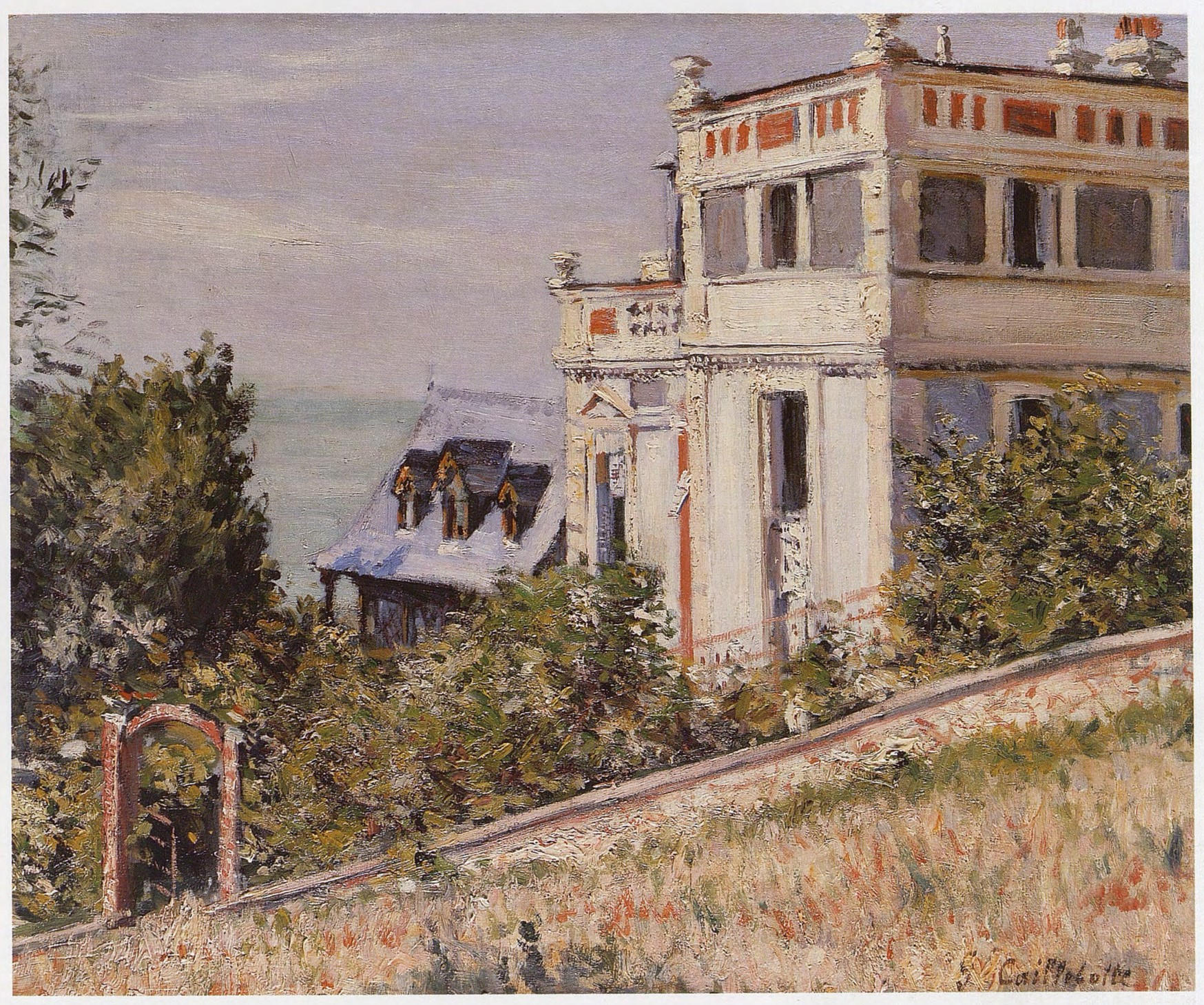
Villen am Meer in der Normandie, um 1881

1994–1995 gehörte das wiederentdeckte Bild Paar beim Spaziergang zu den Leihgaben der großen Caillebotte-Ausstellung, die in Paris, Chicago und Los Angeles gezeigt wurde. Bei dieser Gelegenheit konnten erstmals Kunsthistoriker das Werk untersuchen. Sowohl die Maße des Bildes, wie die auf dem Gemälde durch Caillebotte angebrachte Jahreszahl 1881, gehörten dabei zu den leicht zu ermittelnden neuen Erkenntnissen. Unklar blieb jedoch, wer die dargestellten Personen sind und – zumindest vorerst – auch der Ort, an dem Szenerie angesiedelt ist.

### Lokalisierung des Bildmotivs
Das auf dem Bild vermerkte Jahr 1881 bedeutete für Caillebotte eine räumliche Neuorientierung. Im Mai des Jahres hatte der Maler zusammen mit seinem Bruder Martial im Pariser Vorort Petit Gennevilliers ein Grundstück mit Garten erworben. Das neue Wohnumfeld wäre für das wenige Wochen später entstandene Bild Paar beim Spaziergang eine naheliegende geografische Verortung. Die Architektur der im Bild gezeigten Villa hat jedoch wenig Gemeinsamkeiten mit den Häusern der Pariser Vororte, wie die Kunsthistorikerin Anne Distel im Katalog zur Ausstellung 1994–1995 anmerkte. Stattdessen – so Distel – seien die leuchtenden Farben der Fassade typisch für die Bauweise in den Seebädern der Normandie, etwa in Villers-sur-Mer oder in Trouville. Ihre Kollegin MaryAnne Stevens legte sich 1996 auf Trouville als Ort der Szenerie fest, nachdem sie das Gemälde Paar beim Spaziergang mit Caillebottes um 1881 entstandenen Bild Villen am Meer in der Normandie (Privatsammlung) verglichen hatte. In der Ansicht Villen am Meer in der Normandie ähnelt das Gebäude im Vordergrund dem Haus im Bild Paar beim Spaziergang, wobei es jeweils aus einem anderen Blickwinkel dargestellt ist. Vor allem das gemauerte Gartenportal sieht in beiden Bildern gleich aus. Laut Stevens deutet im Bild Villen am Meer in der Normandie insbesondere das zweite Haus – das Chalet des Fleurs – auf Trouville als Entstehungsort hin, da der hier gezeigte neugotische Stil typisch für die örtliche Villenarchitektur sei. In Villen am Meer in der Normandie zeigt sich zudem deutlich die Hanglage des Grundstücks, auf die beim Bild Paar beim Spaziergang im Originaltitel Chemin montant (Ansteigender Weg) hingewiesen wird. Bereits der Kritiker Paul de Charry hatte 1882 angemerkt, dass der Bildtitel Chemin montant zwar eine Steigung benennt, sie im Gemälde aber nicht erkennbar sei.
Nach neueren Forschungen ist das im Bild Paar beim Spaziergang gezeigte Haus die Villa italienne in Trouville. Der Autor Michael Marrinan hatte 2012 bei Recherchen in Trouville die nach wie vor erhaltene Villa entdeckt, die äußerlich – bis auf die fehlenden Vasen im Dachbereich und größeren Fenstern im Obergeschoss – wenig verändert wurde. Das Gebäude steht als Eckhaus an der heutigen Avenue Marcel Proust und der hier unbefestigten Avenue des Chalets, die im Gemälde als der Weg erscheint, auf dem das Paar flaniert. Das im Bild gezeigte Paar beim Spaziergang befand sich somit direkt vor dem Haus, in dem Caillebotte im Sommer 1881 wohnte. Das Bildmotiv war für ihn ohne zeitlichen Aufwand bequem erreichbar und der abgelegene Weg bot genügend Ruhe vor dem gesellschaftlichen Treiben im Seebad Trouville. Caillebotte bewohnte nur den Sommer 1881 die Villa italienne, die im Folgejahr den Besitzer wechselte. 1880 verbrachte er die Sommerferien im wenige Kilometer entfernten Villers-sur-Mer bei Freunden, von 1882 bis 1885 mietete er in Trouville das neben der Villa italienne gelegene Chalet des Fleurs.
Die Villa italienne hatten Gustave Caillebotte und sein Bruder Martial im Sommer 1881 für mehrere Wochen angemietet, um an den Segelregatten im Ärmelkanal teilzunehmen. Die Villa bot einen guten Ausblick auf das Geschehen vor der Küste, wie im Bildhintergrund des Gemäldes Villen am Meer in der Normandie zu erkennen ist. Gustave Caillebotte war ein erfolgreicher Segler und gewann mit seinem Boot Inès mehrere Wettbewerbe. Zudem entwarf er später eigene Segelboote und fungierte als Vizepräsident des Pariser Sportclubs Cercle de la Voile. Sowohl sein neuer Wohnort in Petit Gennevilliers wie auch die Seebäder in der Normandie boten für seine sportliche Leidenschaft beste Voraussetzungen. Zwischen 1880 und 1885 malte Caillebotte während der Ferienaufenthalte in der Normandie mehr als 50 Gemälde. Meist zeigt er darin Ansichten der Küstenorte mit ihrer Villenbebauung. Obwohl sich Trouville und seine Umgebung seit Mitte des 19. Jahrhunderts in den Sommermonaten zu einem Badeort mit zahlreichen Feriengästen entwickelt hatte, kommen Personendarstellungen in seinen Bilder von der Küste nur selten vor. Während andere Maler wie Eugène Boudin und Claude Monet wiederholt das lebhafte Strandleben porträtierten, wählte Caillebotte während seiner Ferien eine Reihe von ruhigeren Sujets.

### Unbekannte Spaziergänger
Im Gemälde Paar beim Spaziergang richtete Caillebotte den Blick von hinten auf einen Mann und eine Frau und vermied so die eindeutige Identifizierung der Dargestellten. Das Gemälde ist daher weniger ein Porträt des Paares, sondern es thematisiert eher das Spazierengehen als Freizeitbeschäftigung – „ein im 19. Jahrhundert entstandenes Verhaltensmuster“. Bereits 1875 hatte er im Gemälde Der Park der Familie Caillebotte in Yerres (Privatsammlung) in ähnlicher Weise einen Mann und ein Mädchen ebenfalls in Rückansicht dargestellt. Das Mädchen in diesem Bild konnte als Zoé Caillebotte, eine Cousine des Malers, identifiziert werden. Der Mann neben ihr, wie im sechs Jahre später entstandenen Bild Paar beim Spaziergang mit sommerlichen Anzug und Strohhut bekleidet, ist möglicherweise ebenfalls ein Familienmitglied. Es könnte sich dabei um den Maler selbst handeln, wie die Kunsthistorikerin Anne Distel vermutete. Caillebotte hatte sich bereits 1873 in einem Selbstbildnis mit Strohhut (Privatsammlung) in typischer Aufmachung eines Bootssportlers porträtiert. Im Jahre später in Trouville entstandenen Gemälde Paar beim Spaziergang könnte – so Distel – der dargestellte Mann ebenfalls Gustave Caillebotte sein. Bei der Frau im Bild könnte es sich, wie Distel vermutete, um Charlotte Berthier handeln. Sie lebte mit Caillebotte von etwa 1879 bis zu seinem Lebensende zusammen und hieß eigentlich Anne-Marie Hagen. Es ist nicht bekannt, warum sie in der Öffentlichkeit nicht mit ihrem Realnamen in Erscheinung trat. Auch bleibt unklar, warum sie und Caillebotte nie geheiratet haben. Die Verbindung muss jedoch für Caillebotte von besonderer Bedeutung gewesen sein, da er Charlotte Berthier im Testament mit einem Haus in Petit Gennevilliers und einer jährlichen Rente bedachte. Die im Gemälde Paar beim Spaziergang dargestellte Distanz zwischen den beiden Personen könnte ein Hinweis auf die nichteheliche Beziehung zwischen Gustave Caillebotte und Charlotte Berthier sein. In ähnlicher Aufmachung wie die Frau im Gemälde Paar beim Spaziergang malte er seine Lebenspartnerin 1886 im Bild Rosen im Garten von Petit Gennevilliers, Charlotte Berthier (Privatsammlung). Sie trägt hierin ein nahezu identisches Kleid; ihr Gesicht ist wiederum nicht zu erkennen. Eine detailliertes Porträt von ihr ist hingegen von Caillebottes Freund Pierre-Auguste Renoir im Bildnis Mlle Charlotte Berthier (National Gallery of Art, Washington D.C.) von 1883 erhalten. Neben Gustave Caillebotte kommt auch sein Bruder Martial als mögliches Vorbild für die männliche Figur im Bild in Frage. Wie eine zeitgenössische Fotografie zeigt, war er deutlich größer als sein Bruder und würde physiognomisch der männlichen Figur im Gemälde entsprechen. Letztlich bleibt es bei dem Paar im Gemälde bei unbekannten Spaziergängern, deren Identität sich nicht eindeutig bestimmen lässt. Die Figuren stehen symbolhaft für die wohlhabenden Stadtbewohner, die als Urlauber in Trouville den Sommer verbrachten.

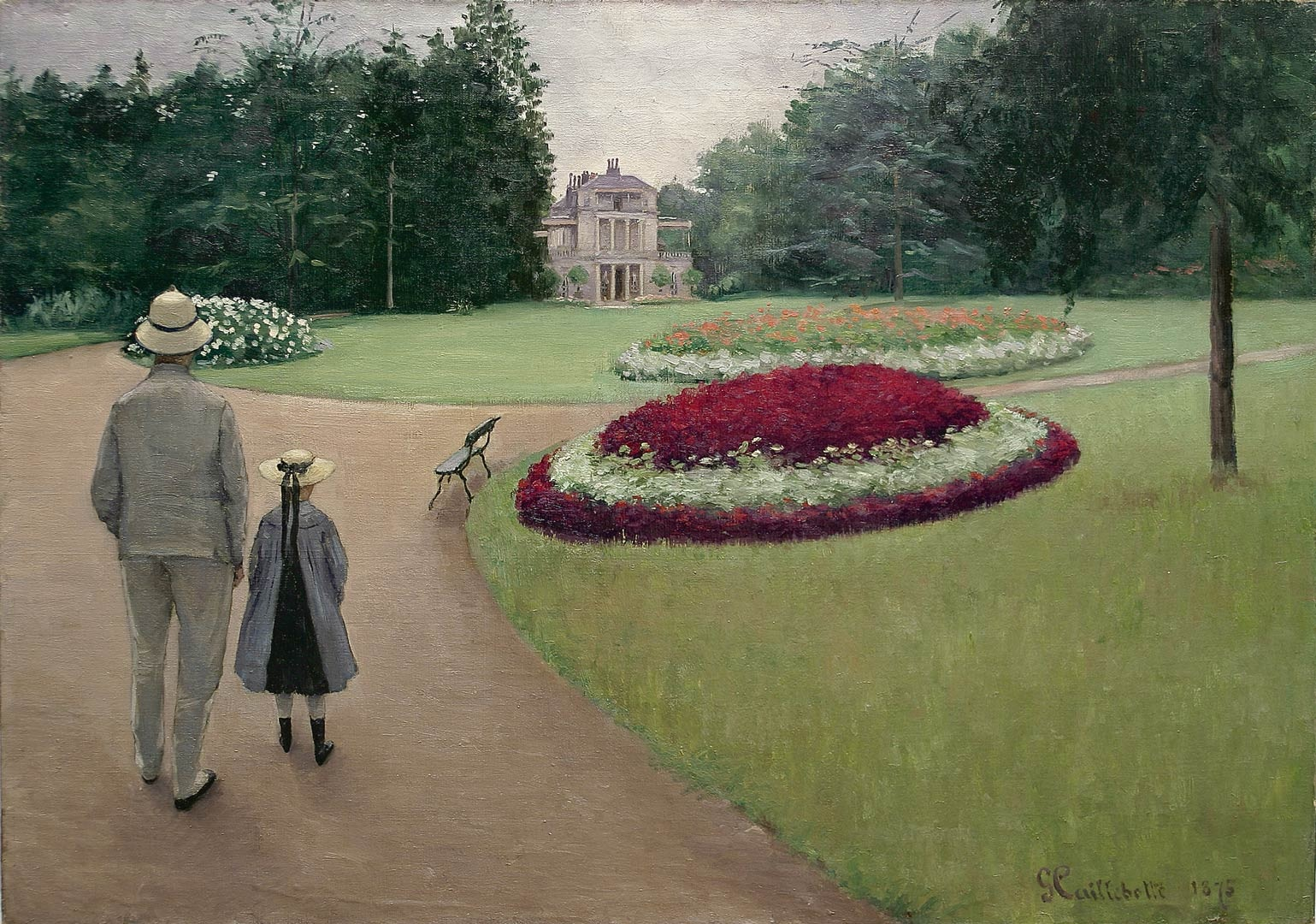
Gustave Caillebotte: Der Park der Familie Caillebotte in Yerres, 1875
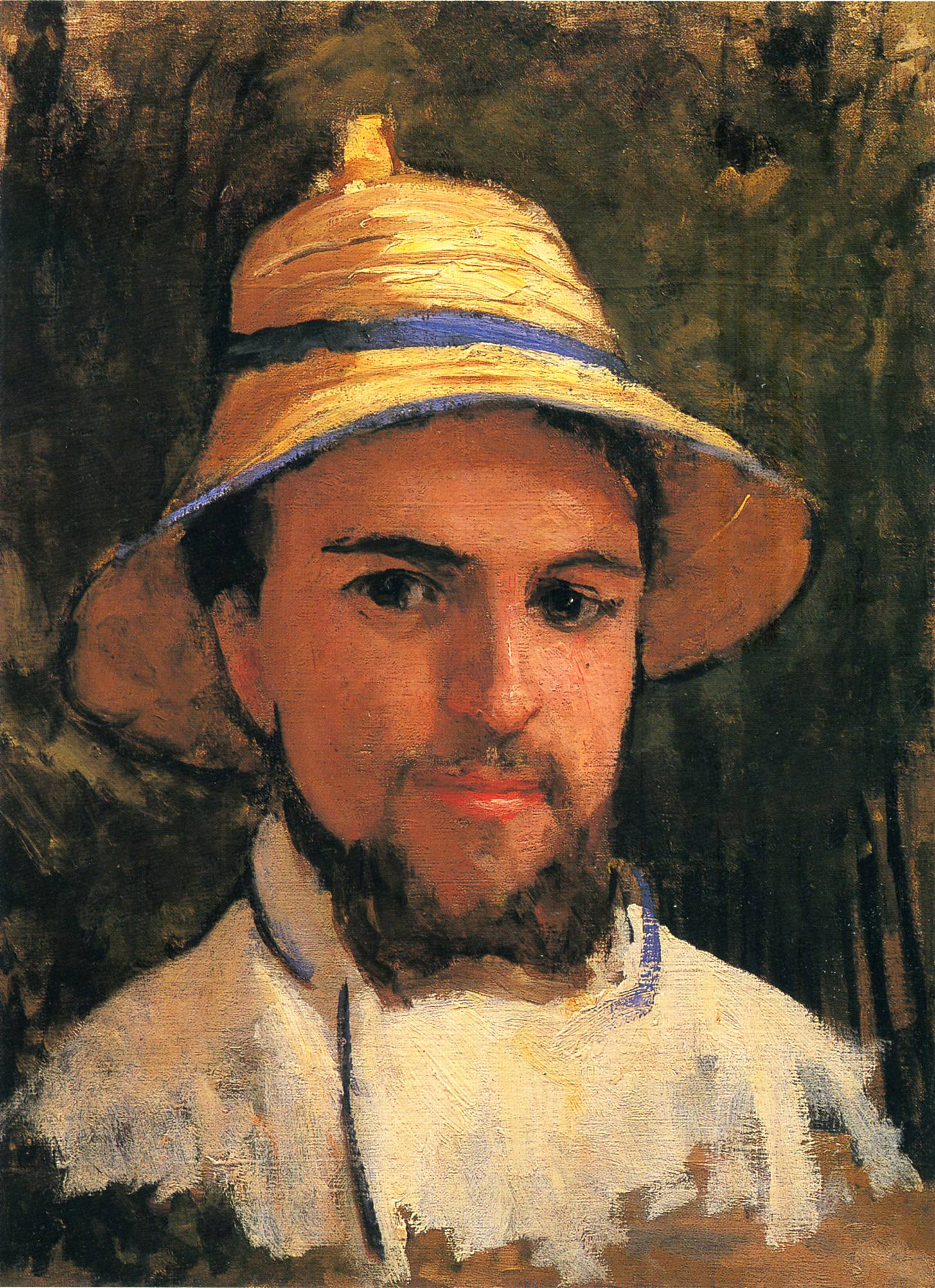
Gustave Caillebotte: Selbstbildnis mit Strohhut, 1873
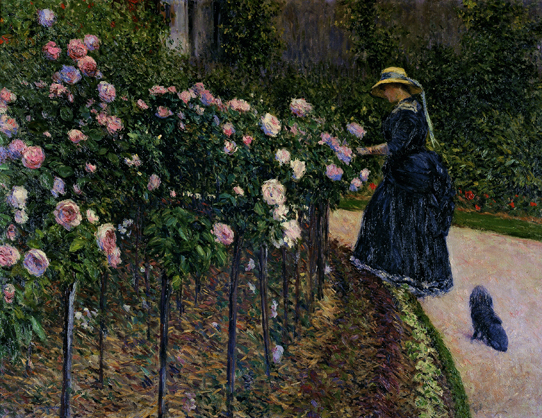
Gustave Caillebotte: Rosen im Garten von Petit Gennevilliers, Charlotte Berthier, 1886
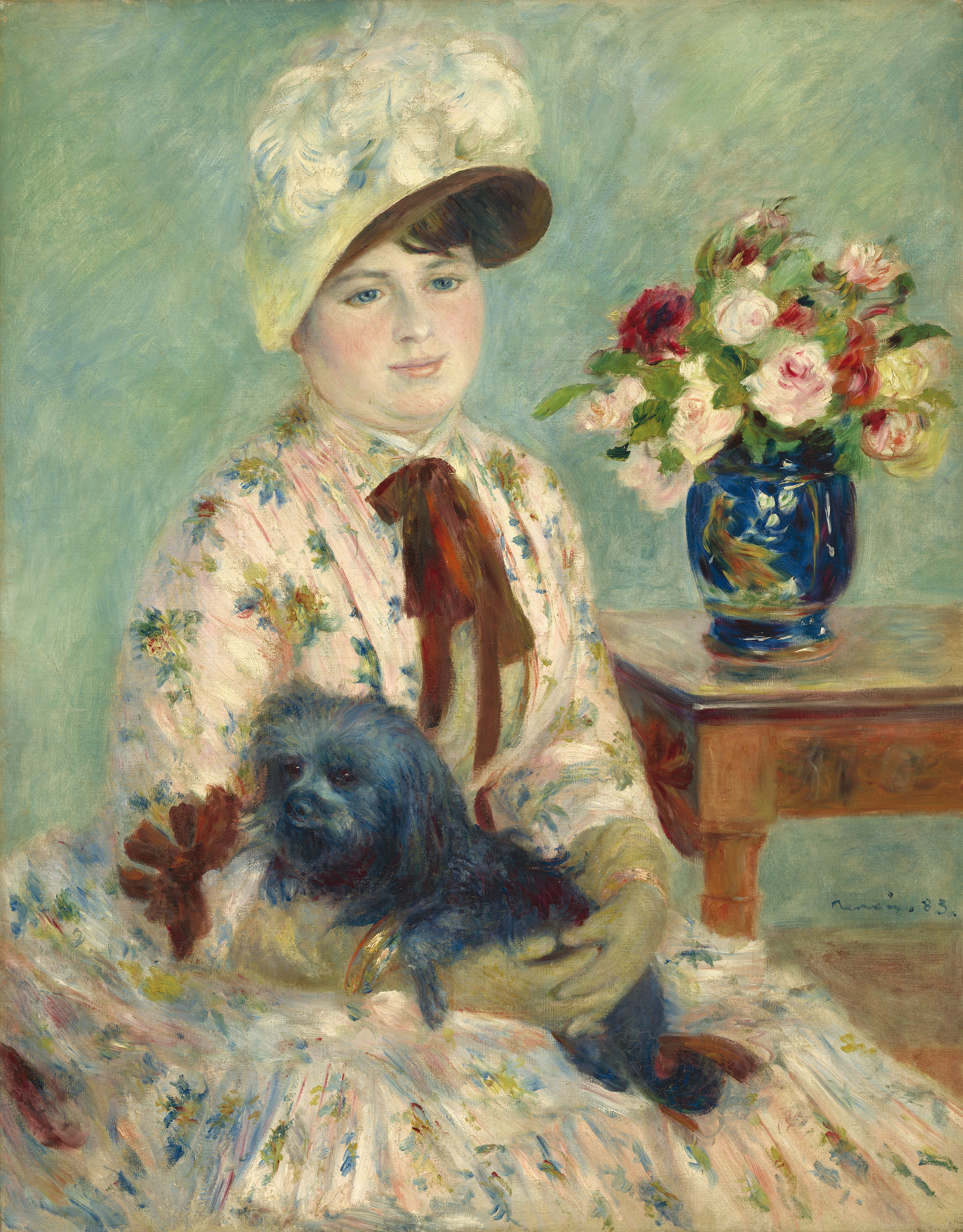
Pierre-Auguste Renoir: Mlle Charlotte Berthier, 1883
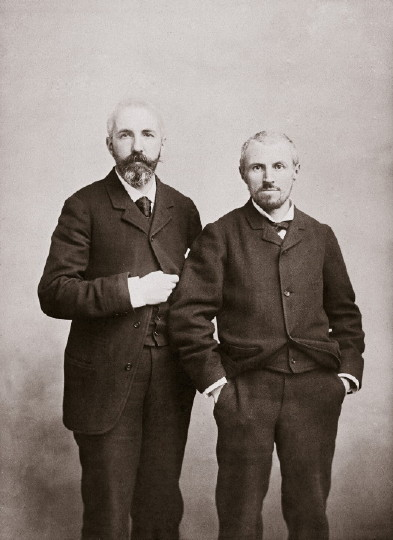
Zeitgenössische Fotografie: Martial Caillebotte links, Gustave Caillebotte rechts

## Provenienz
Die frühen Besitzverhältnisse des Gemäldes sind nicht bekannt. 1930 befand es sich in der Sammlung von Jeanne Schultz in Paris. Sie hatte das Gemälde vermutlich von ihrer Mutter Doris Schultz (1856–1927) geerbt, die in den 1880er Jahren in Pariser Künstlerkreisen verkehrte. Da das Bild nicht im Nachlass des Künstlers vermerkt ist, war es möglicherweise ein Geschenk des Malers an Doris Schultz. Das Bild blieb mehr als 100 Jahre im Besitz dieser Familie. Erst 2003 tauchte das Gemälde auf dem Kunstmarkt auf, als es die Erben der Familie Schultz in der New Yorker Filiale des Auktionshauses Christie’s zum Verkauf anboten. Bei der Versteigerung am 4. November des Jahres ging das Bild für 6.727.500 US-Dollar an einen unbekannten Käufer. Danach kam das Gemälde am 27. Februar 2019 in der Londoner Filiale von Christie’s erneut zur Auktion. Diesmal wechselte es für 16.663.750 Pfund Sterling den Besitzer. Seit 2020 wird das Bild Paar beim Spaziergang als Teil der Sammlung Hasso Plattner im Museum Barberini in Potsdam gezeigt.